# Mary Foy (femme politique)
Mary Kelly Foy (née le 27 février 1968) est une femme politique britannique du parti travailliste. Elle est députée pour la ville de Durham depuis 2019.

## Jeunesse et éducation
Foy est née à Jarrow, Tyne et Wear et grandit dans un logement social. Elle est la deuxième de cinq enfants et ses grands-parents sont des immigrants irlandais. Son père est un ancien ouvrier de chantier naval qui perd son emploi dans les années 1980 sous le mandat de premier ministre de Margaret Thatcher. Foy est diplômée en sciences sociales, qu'elle obtient en tant qu'étudiante adulte.

## Carrière
Foy est membre d'UNISON et d'Unite the Union. Elle est travailleuse en développement communautaire pour Durham City CVS de 2006 à 2013 et assistante parlementaire de l'ancien député de Jarrow Stephen Hepburn. Elle est élue pour représenter le quartier de Lamesley (du nom de la région du même nom) au Conseil de Gateshead en 2006, et est membre du cabinet pour la santé et le bien-être depuis 2009. Elle est présidente du parti local de Blaydon et représentante régionale du Labour's National Policy Forum. Socialiste et à la gauche du parti, la candidature de Foy est soutenue par plusieurs syndicats. Elle est membre du Labour's Socialist Campaign Group.
Le 15 octobre 2020, Foy démissionne de son poste de secrétaire parlementaire privé d'Andy McDonald pour voter contre le projet de loi sur les sources secrètes de renseignements humains (conduite criminelle), en désaccord avec la consigne du Labour pour s'abstenir.

## Vie privée
Foy a trois enfants : Maria, Kieran et Siobhán. Maria est atteinte de paralysie cérébrale et est décédée en 2015 .